# Getúlio Vargas (Rio Grande do Sul)
Getúlio Vargas è un comune del Brasile nello Stato del Rio Grande do Sul, parte della mesoregione del Noroeste Rio-Grandense e della microregione di Erechim.

## Storia
Questo comune fu creato il 18 dicembre 1934 con Decreto 5788, assorbendo i due Comuni di Erechim e Passo Fundo, anche se già nel 1908 si trovavano in quella zona degli insediamenti umani.
Il nome di Getúlio Vargas fu suggerito dal presidente della Commissione d'emancipazione della Città, Mathias Lorenzon, in onore del Presidente Getúlio Vargas.
Fu poi approvato dal Generale Flores da Cunha, Interventor Federale (Presidente dello Stato nominato dal Presidente della Repubblica).